# Giwat Washington
Giwat Washington (hebr. גבעת וושינגטון) – wieś położona w Samorządzie Regionu Chewel Jawne, w Dystrykcie Centralnym, w Izraelu.
Leży w pobliżu miasta Jawne.

## Historia
Osada została założona w 1946 przez imigrantów ze Stanów Zjednoczonych.